# Биначка Морава
Биначка Морава (Биничка Морава, Бинч Морава, Морава Бича; мкд. Биначка Морава, алб. Morava e Binçës) је река на Косову и Метохији, која сачињава Јужну Мораву заједно са Прешевском Моравицом код Бујановца.

## Ток реке и њен значај
Биначка Морава извире испод Скопске Црне Горе, северно од Скопља. Реке Кључевска и Слатинска се на око 5 km одвојеног тока спајају и чине Голему реку. Она тече још око 4 km у Северној Македонији, када прелази границу и улази у Србију код села Бинач, по коме је и добила име. Даље тече поред Витине, а затим и поред Гњилана, за које је некада, а и сада имала велики значај. Даље наставља према селима Доморавце и Кончуљу, где само пар километара касније са Прешевском Моравицом гради Јужну Мораву. Значај ове реке био је, а сада јесте, али знатно мање, велики, јер је то главни водени ток читавог Косовског Поморавља. Биначка Морава је изразито бујичарског карактера.
Њене главне притоке са десне стране су Летничка река, Жегранска или Карадаг и Подгранска или Доња река, а са леве стране Ливочка река, Голема река, Прилепничка река, Крива река и Десивојска река.